# PAVANE (原田知世のアルバム)
『PAVANE』（パヴァーヌ）は、原田知世の通算3作目のオリジナル・アルバム (フルアルバムとしては1作目)。1985年11月28日にCBS・ソニーよりリリースされた。

## 概要
帯コピー：“光を跳ね返す硬い水の表面に、細い雨が降って来ました。少女から女性へ、知世という名のリボンが束ねた歌のブーケを贈ります。”
3作目にして初のフルアルバムとなった今作は、2枚のミニアルバム『バースデイ・アルバム』『撫子純情』に続き、原田知世の18歳の誕生日に発売された。
特に、「原田知世」が歌っている「姫魔性」に関しては、「吉元由美」が作詞を手掛け、「吉元由美」に関しては、「平原綾香」が歌っている「Jupiter」の作詞を提供したことで、多くの方々に有名である。
タイトルの ”パヴァーヌ” とは、フランス語で16世紀初頭の宮廷ダンスの一つを表し、孔雀を意味する ”pavo” に由来するとされるスペインが起源の優雅な踊りのことである。
7枚目のシングル「早春物語」(M-5) はアルバムバージョンで収録され、「夢七曜」(M-6) は原田本人が作詞を手掛けている。
前2作と同様に、LPは透明なクリスタル・ディスク(クリアレコード)になっており、見開きのダブルジャケット仕様で発売された。1991年9月15日にはCD選書が発売されている。

## 収録曲

### LP
| 全編曲: 萩田光雄。 |                          |           |              |       |
| #                  | タイトル                 | 作詞      | 作曲         | 時間  |
| 1.                 | 「水枕羽枕」             | 康珍化    | 山川恵津子   | 3:03  |
| 2.                 | 「羊草食べながら」       | 康珍化    | かしぶち哲郎 | 4:50  |
| 3.                 | 「姫魔性」               | 吉元由美  | 佐藤隆       | 4:15  |
| 4.                 | 「紅茶派」               | 大貫妙子  | 大貫妙子     | 5:02  |
| 5.                 | 「早春物語」(Re-arrange) | 康珍化    | 中崎英也     | 5:15  |
| 6.                 | 「夢七曜」               | 原田知世  | 水越恵子     | 4:08  |
| 合計時間:          | 合計時間:                | 合計時間: | 合計時間:    | 26:33 |

| 全編曲: 井上鑑。 |                                |            |            |       |
| #                | タイトル                       | 作詞       | 作曲       | 時間  |
| 1.               | 「カトレア・ホテルは雨でした」 | 戸沢暢美   | 加藤和彦   | 4:18  |
| 2.               | 「HELP ME LINDA」              | 当山ひとみ | 伊藤銀次   | 5:04  |
| 3.               | 「いちばん悲しい物語」         | 佐藤純子   | 岸正之     | 5:18  |
| 4.               | 「ハンカチとサングラス」       | 麻生圭子   | REIMY      | 5:02  |
| 5.               | 「続けて」                     | 佐藤ありす | 大沢誉志幸 | 5:24  |
| 合計時間:        | 合計時間:                      | 合計時間:  | 合計時間:  | 25:06 |

### CD
| 全編曲: 萩田光雄(1〜6)、井上鑑(7〜11)。 |                                |            |              |       |
| #                                       | タイトル                       | 作詞       | 作曲         | 時間  |
| 1.                                      | 「水枕羽枕」                   | 康珍化     | 山川恵津子   | 3:03  |
| 2.                                      | 「羊草食べながら」             | 康珍化     | かしぶち哲郎 | 4:50  |
| 3.                                      | 「姫魔性」                     | 吉元由美   | 佐藤隆       | 4:15  |
| 4.                                      | 「紅茶派」                     | 大貫妙子   | 大貫妙子     | 5:02  |
| 5.                                      | 「早春物語」(Re-arrange)       | 康珍化     | 中崎英也     | 5:15  |
| 6.                                      | 「夢七曜」                     | 原田知世   | 水越恵子     | 4:08  |
| 7.                                      | 「カトレア・ホテルは雨でした」 | 戸沢暢美   | 加藤和彦     | 4:18  |
| 8.                                      | 「HELP ME LINDA」              | 当山ひとみ | 伊藤銀次     | 5:04  |
| 9.                                      | 「いちばん悲しい物語」         | 佐藤純子   | 岸正之       | 5:18  |
| 10.                                     | 「ハンカチとサングラス」       | 麻生圭子   | REIMY        | 5:02  |
| 11.                                     | 「続けて」                     | 佐藤ありす | 大沢誉志幸   | 5:24  |
| 合計時間:                               | 合計時間:                      | 合計時間:  | 合計時間:    | 51:39 |

## 参考資料
- 「アイドル時代3社の全音源を、高品質CDでコンプ！」オススメ復刻盤